# 2024年4月中國大陸

## 4月1日
- 中國國民黨前主席馬英九二度率團抵達中國大陸，展開11天的訪問行程，期間會到訪北京。[1]